# 密歇根州底特律聖殿
密歇根底特律聖殿（Detroit Michigan Temple）是耶穌基督後期聖徒教會的第63座聖殿，位於密歇根州布盧姆菲爾德希爾斯。密歇根底特律聖殿在1998年開始動工，面積10,700平方英尺（990平方）。密歇根底特律聖殿管轄下密歇根半島、俄亥俄西北部和安大略省倫敦的耶穌基督後期聖徒教會教堂。

## 外部連結
- Official Detroit Michigan Temple page（页面存档备份，存于）
- Detroit Michigan Temple page